# Gaudêncio (notário)
Gaudêncio (em latim: Gaudentius) foi um oficial romano do século IV, ativo durante o reinado do imperador Constâncio II (r. 337–361).

## Vida
Gaudêncio aparece pela primeira vez em 355, quando era agente nos assuntos. Na ocasião, estava em Sírmio e ouviu discussões sobre traição entre Africano, Marinho e Félix e forneceu informações importantes às autoridades imperiais que conduziram a sua prisão e talvez execução. É possível que sua nomeação como notário era uma recompensa por suas ações. Em 358, foi enviado a Gália por Constâncio para espirar as atividades de Juliano. Em 361, foi enviado por Constâncio para organizar medidas defensivas com Crécio contra possível ataque de Juliano. Em 362, foi executado sob ordens de Juliano.